# فريجيس كوبيني
فريجيس كوبيني (بالمجرية: Kubinyi Frigyes)‏ (23 مارس 1909 – 17 أغسطس 1948) هو ملاكم مجري راحل، مثّل بلاده في الألعاب الأولمبية الصيفية 1936.

## روابط خارجية
فريجيس كوبيني على موقع بوكس ريك (الإنجليزية) (registration required)
- فريجيس كوبيني على موقع أوليمبيديا (الإنجليزية)